# Saña (distrito)
Saña é um distrito do Peru, departamento de Lambayeque, localizada na província de Chiclayo.

## Transporte
O distrito de Saña é servido pela seguinte rodovia:
- LA-116, que liga a cidade ao distrito de Pomalca
- LA-117, que liga a cidade ao distrito de Patapo
- LA-118, que liga a cidade de Cayalti ao distrito de Chongoyape
- PE-1N, que liga o distrito de Aguas Verdes (Região de Tumbes - Ponte Huaquillas/Aguas Verdes (Fronteira Equador-Peru) - e a rodovia equatoriana E50 - à cidade de Lima (Província de Lima)
- PE-1NI, que liga a cidade de Lagunas ao distrito de Bolívar (Cajamarca)[1][2][3]